# Шорт, Гертруда
Гертруда Шорт (англ. Gertrude Short; 6 апреля 1902 — 31 июля 1968) — американская актриса эпохи немого и раннего звукового кино. Она появилась в 132 фильмах между 1912 и 1945 годами. Родилась в Цинциннати, штат Огайо, и умерла в Голливуде, штат Калифорния, в возрасте 66 лет, от сердечного приступа.

## Избранная фильмография
- 1913 — Морской ёж
- 1914 — Честь конной
- 1914 — Растратчик
- 1915 — Ковбой и леди
- 1917 — Маленькая принцесса / The Little Princess
- 1918 — / Riddle Gawne
- 1919 — / In Mizzoura
- 1920 — Вы никогда не можете сказать
- 1921 — Високосный год
- 1921 — Рай дураков
- 1922 — Аренда бесплатно
- 1922 — / Headin' West
- 1923 — Узник
- 1925 — Узкие улицы
- 1926 — Дамы из отдыха
- 1927 — / The Masked Woman
- 1927 — Показать
- 1927 — Тилли труженик
- 1929 — Gold Diggers Бродвея
- 1929 — Бульдог Драммонд
- 1931 — Возьмите их и встряхните их
- 1932 — / Gigolettes
- 1932 — Ниагарский водопад
- 1934 — Тонкий человек
- 1937 — Пенни Мудрость